# 堺顯示產品
堺顯示産品公司（簡稱：SDP，亦常簡稱為堺工廠）是位於日本大阪府堺市的液晶面板及模組製造公司，擁有現全世界唯一的十代面板廠「堺工廠」，為夏普旗下的子公司。

## 發展歷史
- 2008年2月：由夏普、索尼決定共同成立新的面板廠。[3]
- 2009年4月1日：「夏普顯示產品公司」（シャープディスプレイプロダクト株式会社、Sharp Display Product Corporation）正式成立，總資本1億日圓。
- 2009年7月1日：夏普將設於大阪府堺市的新廠房分割為獨立的子公司「夏普堺工廠」，預備轉讓予「夏普顯示產品公司」。
- 2009年10月：夏普堺工廠開始營運。
- 2009年12月：夏普堺工廠併入夏普顯示產品公司，同時夏普顯示產品公司資本額增加至150億日圓。
- 2012年3月：索尼決定將持有46.48%股票以660億日圓售予台灣鴻海科技集團總裁郭台銘個人持有的投資公司，並退出夏普顯示產品公司。[4]
- 2012年4月：凸版印刷及其子公司「凸版電子產品」（トッパンエレクトロニクスプロダクツ、Toppan Electronics Products），和大日本印刷及其子公司「大日本印刷彩色科技堺」（ＤＮＰカラーテクノ堺、DNP Color Techno Sakai），決定將同一工業區內的液晶彩色濾光片事業併入夏普顯示產品公司。[5]
- 2012年7月17日：夏普顯示產品公司更名為「堺顯示產品公司」（堺ディスプレイプロダクト株式会社、Sakai Display Product Corporation）。
- 2012年8月：公司股權轉換完成，最終郭台銘的投資公司「SIO International Holdings Limited」與夏普同樣擁有37.61%股權，凸版印刷和大日本印刷同樣擁有9.54%股權。[6]
- 2016年12月：夏普出讓部份股權予「SIO International Holdings Limited」，「SIO International Holdings Limited」累積持股超過50%，但堺顯示產品仍然做夏普採權益法認列的投資公司。[2][7][8]
- 2022年3月：夏普公司與股東World Praise Limited完成商議，計畫以換股方式取回堺顯示產品全部股權，但仍待完成法律程序後才可執行，屆時堺顯示產品將成為夏普公司之全資子公司。[9]
- 2024年12月10日，夏普宣布與日本電信巨頭KDDI合作拍板，出售堺工廠，並與KDDI合作建立資料中心。

## 工廠
- 堺工廠（日语：シャープ堺工場）
  - 液晶面板工廠
  - 玻璃工廠
  - 彩色濾光片工廠
    - 東工廠
    - 西工廠

工廠位址原為新日本製鐵堺製鐵所自1990年停止運作後的閒置土地，此地地名原本為「築港八幡町」，源自堺製鐵所成立初期所屬的八幡製鐵；2010年決定交給夏普興建十代液晶面板廠，2012年開始營運後，地名同時更改為「匠町」。
廠區內還包括由康寧公司生產玻璃基板的廠房、大日本印刷和凸版印刷生產彩色濾光片的廠房，大日本印刷及凸版印刷的廠房於2012年併入堺顯示產品公司。